# Mike Carp
Christopher Michael Carp (né le 30 juin 1986 à Long Beach, Californie, États-Unis) est un joueur de premier but et voltigeur de la Ligue majeure de baseball.

## Carrière

### Mariners de Seattle
Mike Carp est drafté par les Mets de New York au 9e tour de la séance de repêchage de 2004. Le 11 décembre 2008, il prend le chemin de Seattle dans une transaction à trois équipes (les Mets, les Mariners et les Indians de Cleveland) impliquant 12 joueurs.
Carp fait ses débuts dans les majeures dans l'uniforme des Mariners le 17 juin 2009. Il obtient son premier coup sûr en carrière le 18 juin dans un match contre les Padres de San Diego. Le 16 septembre, il frappe son premier coup de circuit, un coup en solo aux dépens de D.J. Carrasco des White Sox de Chicago.
En 21 parties avec les Mariners en 2009, Carp frappe 17 coups sûrs en 54, pour une moyenne au bâton de ,315, avec un circuit et 5 points produits.
Il joue quatorze parties avec Seattle en 2010 avant de faire partir de l'effectif des Mariners en 2011 et de disputer sa saison recrue.
Avec une moyenne au bâton de ,313 et 25 points produits durant le mois d'août 2011, Carp est nommé recrue par excellence du mois dans la Ligue américaine. Il termine 2011 avec 12 circuits, 46 points produits et une moyenne au bâton de ,276 en 79 parties jouées.
Il dispute 59 matchs des Mariners en 2012 mais ne frappe que pour ,213 avec 5 circuits et 20 points produits.

### Red Sox de Boston
Le 20 février 2013, Seattle transfère le contrat de Carp aux Red Sox de Boston.
Carp est avec les Red Sox champion de la Série mondiale 2013. Joueur à temps partiel, il joue dans 86 matchs durant la saison régulière qui précède la conquête du titre. Il maintient une bonne moyenne au bâton de ,296 avec 9 circuits et 43 points produits et joue principalement au champ extérieur. Dans les éliminatoires il joue dans 8 matchs dont deux de Série mondiale contre Saint-Louis. Il ne réussit aucun coup sûr mais produit néanmoins un point dans le 3e match de la finale sur un optionnel. 
En 2014, Carp ne frappe que pour ,198 en 42 matchs des Red Sox. Le 24 avril 2014, il est employé comme lanceur de relève dans une défaite de 14-5 des Red Sox aux mains des Yankees de New York. En une manche lancée, Carp accorde 5 buts-sur-balles, mais un seul point.

### Rangers du Texas
Cédé au ballottage par Boston, Carp est réclamé le 3 août 2014 par les Rangers du Texas. Il termine la saison avec 5 coups sûrs en 17 matchs des Rangers. Au total pour 2014, il ne frappe que pour ,175 de moyenne au bâton en 59 parties jouées à Boston et au Texas.

### Dodgers de Los Angeles
Carp s'aligne brièvement en ligues mineures avec un club affilié aux Dodgers de Los Angeles, mais est libéré en mai 2015 après seulement 7 matchs à Oklahoma City.

## Statistiques
| Saison | Équipe  | G  | AB | R | H  | 2B | 3B | HR | RBI | SB | BA    |
| ------ | ------- | -- | -- | - | -- | -- | -- | -- | --- | -- | ----- |
| 2009   | Seattle | 21 | 54 | 7 | 17 | 3  | 1  | 1  | 5   | 0  | 0,315 |
| 2010   | Seattle | 14 | 37 | 1 | 7  | 2  | 0  | 0  | 0   | 0  | 0,189 |
| Totaux | Totaux  | 35 | 91 | 8 | 24 | 5  | 1  | 1  | 5   | 0  | 0,264 |

Note : G = Matches joués ; AB = Passages au bâton; R = Points ; H = Coups sûrs ; 2B = Doubles ; 3B = Triples ; 
HR = Coup de circuit ; RBI = Points produits ; SB = Buts volés ; BA = Moyenne au bâton.